# Économie de la Lorraine
Avec 44 milliards d'euros, l'économie de la Lorraine produit 3,4 % du PIB français, ce qui situe la région Lorraine à la 8e place des 27 régions françaises. Les services aux entreprises et la logistique sont les secteurs ayant les plus fortes croissances, tandis que la situation des industries traditionnelles (industrie textile et métallurgie) se dégrade.

## Données générales

### Introduction
La Lorraine, c'est :
- 80 000 entreprises dont 284 de plus de 200 salariés ;
- 570 entreprises étrangères de 27 nationalités différentes, soit 69 000 emplois.

Source : Conseil régional de Lorraine - 2007.

### Histoire de l'économie lorraine
À compléter, surtout avec révolution industrielle.
Eugène Chevandier de Valdrome et les verreries.
Paternalisme des De Wendel, domaine de la sidérurgie, transformation de la houille et du minerai de fer en fonte.
L'acier de la tour Eiffel provient des aciéries de Pompey dont le minerai fut en majorité extrait des mines de la région comme celles de Ludres.

### Infrastructures

#### Transports
L'axe majeur de transport en Lorraine est le « sillon mosellan » (Épinal, Nancy, Metz, Thionville) qui traverse la région en son centre, du nord au sud, et par extension reliant les pays au Nord (Luxembourg, Pays-Bas) à la France. Sur la majeure partie de cet axe se côtoient autoroute (A31 : Dijon-Luxembourg), canaux à grand gabarit et voies ferrées). 
Les deux grands axes transversaux traversant la Lorraine relient tous deux Paris à Strasbourg :
- l'autoroute A4, passant par Metz et permettant aussi une liaison vers le Luxembourg au nord et avec l'Allemagne (Sarrebruck) à l'est ;
- la voie rapide RN 4, passant par Nancy, qui permet des liaisons vers le sud (Dijon,Lyon, vers les Vosges et le sud de l'Alsace grâce au Tunnel Maurice-Lemaire qui permet de traverser directement le massif vosgien sans passer par Strasbourg.

Les voies ferroviaires sont en pleines expansions avec notamment la construction de la LGV Est européenne reliant Paris à Strasbourg. L'arrivée du TGV a donné un élan à l'économie locale. La région dispose aussi de bonnes liaisons par le train via le TER Lorraine. Et la gare de triage de Metz-Woippy, première gare de triage de France, joue en rôle majeur dans le transport du fret entre la France et l'Allemagne.
Le transport fluvial est aussi présent avec le Canal de la Marne au Rhin via Nancy, lieu de sa connexion avec la Moselle canalisée. Le Nouveau Port de Metz sur la Moselle est le premier port fluvial céréalier de France avec un trafic annuel total de 4 053 218 tonnes.
Le nœud multimodal Nancyport permet désormais de faire la jonction fluviale entre les grands ports d'Europe du Nord et la Mer Noire d'une part, entre les axes autoroutiers du Benelux à la Méditerranée et de l'Atlantique à l'Europe de l'Est d'autre part.

#### Énergie
- Gaz : le gazoduc en provenance de Russie arrive en France en Lorraine, ce qui favorise l'implantation de centrales électriques au gaz (Blénod, Emile Huchet, etc.).
- Électricité : la Lorraine est exportatrice nette et est bien maillée en réseau de transport haute tension. Avec ses centrales thermiques, hydrauliques, éoliennes, nucléaire (Cattenom) et solaire (Toul-Rosières), la Lorraine produit plus de deux fois sa consommation interne. La Lorraine est la première région de France en matière d'éoliennes.
- Bois : la Lorraine est la première région française de production de sciages de feuillus, et la seconde pour les résineux.

En 2022-2023, plusieurs indices semblent montrer l'existence d'un gisement de dihydrogène (« hydrogène blanc ») dans le bassin Lorrain, peut-être le plus gros réservoir mondial de ce gaz mais à plusieurs kilomètres de profondeur. Dans un forage près de Folschviller, le gaz imprégnant les couches de charbon entre 600 et 800 m est essentiellement constitué de méthane mais la proportion d'hydrogène passe de 1 à 6 %, à 1 100 m elle dépasse 15 % et les modèles prévoient plus de 90 % à 3 000 m.

#### Télécommunications
En matière de télécommunication, 98 % de la Lorraine est raccordé à la DSL, soit un total possible de 1 124 000 lignes.

### Statistiques

#### Emploi
Les principaux bassins d'emplois sont situés dans les agglomérations lorraines, cependant une part non négligeable d'emplois frontaliers existe.
En Lorraine il existe une forte implantation de sociétés étrangères, notamment allemandes.

##### Emploi transfrontalier
L'emploi transfrontalier est très développé. En 2006, près de 88 000 Lorrains traversaient la frontière pour se rendre au travail dont 69 % (60 300) vers le Luxembourg et le restant vers l'Allemagne (23 100, soit 26 %) principalement vers Sarrebruck et enfin la Belgique (4 200, soit 5 %). Depuis 1990 le nombre de frontaliers à destination du Luxembourg a quadruplé notamment grâce au dynamisme du secteur tertiaire luxembourgeois (banques, services, institutions européennes).
| Destination                              | 1990            | 1995            | 2000            | 2006            |
| ---------------------------------------- | --------------- | --------------- | --------------- | --------------- |
| Luxembourg ( Luxembourg)                 | 14 940 (45,7 %) | 27 330 (54,4 %) | 43 421 (61,5 %) | 60 266 (68,8 %) |
| Rhénanie-Palatinat et Sarre ( Allemagne) | 15 984 (48,9 %) | 20 180 (40,2 %) | 23 682 (33,6 %) | 23 130 (26,4 %) |
| Région wallonne ( Belgique)              | 1 767 (5,4 %)   | 2 701 (5,4 %)   | 3 445 (4,9 %)   | 4 170 (4,8 %)   |
| Total                                    | 32 691          | 50 211          | 70 548          | 87 566          |

#### Chômage
Voir.
| % population active | Fin 1995 | Fin 2000 | Fin 2001 | Fin 2002 | Fin 2003 | Fin 2004 | Fin 2005 | Fin 2006 |
| ------------------- | -------- | -------- | -------- | -------- | -------- | -------- | -------- | -------- |
| France              | 11,6 %   | 9,4 %    | 8,7 %    |          |          |          | 9,6 %    | 8,6 %    |
| Lorraine            |          |          | 8,1 %    | 8,6 %    | 9,3 %    | 10 %     | 9,8 %    | 9,0 %    |

#### PIB
Travailleurs frontaliers exclus, le PIB par habitant (22 769 euros en 2005, 26 000 euros pour la métropole) fait que la Lorraine se situe parmi les régions les moins favorisées de France et le revenu moyen disponible par habitant en Lorraine est un des plus faibles de toutes les régions françaises. 
|                             | Lorraine | France   |
| --------------------------- | -------- | -------- |
| PIB 2 000 milliards d'euros | 44,3     | 1 383,35 |
| Agriculture                 | 2,5 %    | 2,8 %    |
| Industrie                   | 30,7 %   | 25,6 %   |
| Service                     | 66,8 %   | 71,6 %   |

#### Lacunes de l'économie Lorraine
La Lorraine ne compte que 6 900 emplois dans le domaine de la recherche et du développement. Ce qui ne représente que 2 % des effectifs français. Le secteur public quant à lui regroupe six emplois sur dix en matière de recherche.

## Secteur primaire: pêche et agriculture
1 161 518 hectares sur les 2 354 740 ha que compte la Lorraine sont consacrés à l'agriculture (50 % du territoire).

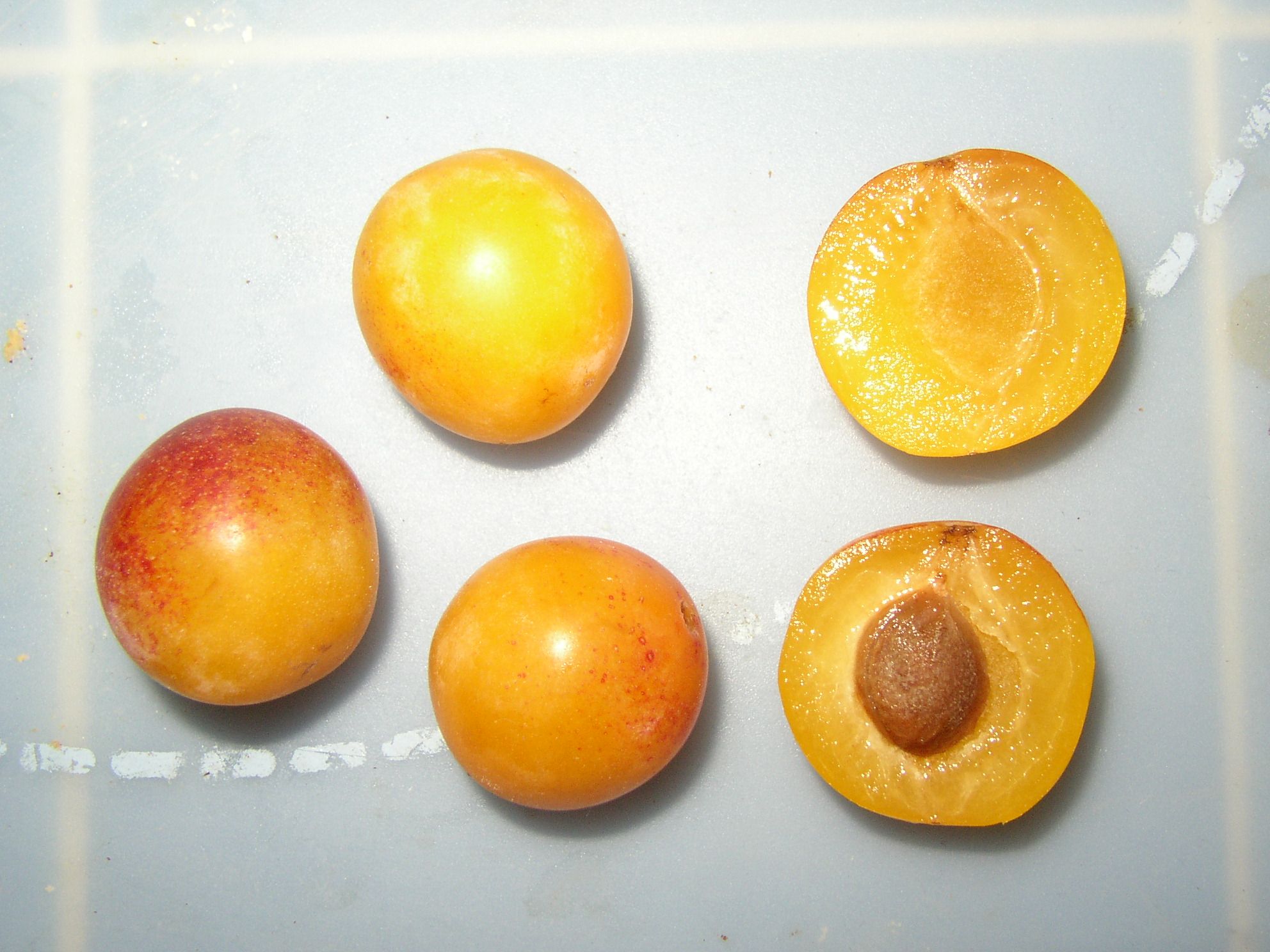
Mirabelles

La région est par ailleurs la première productrice mondiale de mirabelles avec un volume de  15 000 tonnes par an, soit 70 % de la production mondiale.
La Lorraine est également une région de tradition brassicole, la Brasserie de Champigneulles est l'une des plus grandes brasseries de France.

## Secteur secondaire: industrie et énergie
La fermeture des mines de fer et de charbon et la crise de la sidérurgie ont beaucoup affecté le nord de la Lorraine, tandis que l'industrie textile dans les vallées vosgiennes périclite.
La Lorraine a exporté dans toute la France le charbon extrait de son bassin minier, via le réseau fluvial et ferré. C'est également via la Lorraine que s'effectuaient les exportations de l'autre grand bassin houiller français du Nord-Pas-de-Calais vers l'Allemagne. Aujourd'hui, il existe encore des mines de charbon en activité, de l'autre côté de la frontière, en Sarre (voir mine de charbon d'Ensdorf (Sarre).
L'artère nord-est a été une célèbre ligne ferroviaire vouée à ce trafic lourd ; courant de Thionville à Valenciennes, elle était exploitée conjointement par l'Administration des chemins de fer d'Alsace et de Lorraine et la Compagnie des chemins de fer du Nord.
Pour répondre au besoin de matériel ferroviaire puissant, de nombreux dépôts ferroviaires ont été construits en Lorraine, notamment à Thionville, Bar-le-Duc, Metz, Sarreguemines, etc.
De par l'importance de ses dépôts, la Lorraine a été l'un des derniers foyers de la traction vapeur : la dernière circulation commerciale a été un train tracté par une locomotive à vapeur 141 R Mikado américaine  entre Béning-lès-Saint-Avold et Sarreguemines le 28 mars 1974.
La plus grande gare de triage de France est située à Woippy au nord de Metz.
Aujourd'hui les secteurs dominants de l'industrie lorraine sont :
- l'énergie, avec notamment les centrales thermiques de Blénod, d'Emile Huchet, de l'UEM, les barrages hydrauliques au fil de l'eau de la Moselle, l'éolien (Lorraine, deuxième région française[9]), la centrale nucléaire de Cattenom exploitée par EDF et la centrale photovoltaïque de Toul-Rosières (mise en service en 2012 ; la plus importante de ce type en France). La région Lorraine est exportatrice d'électricité ;
- automobile, avec notamment l'usine de l'Ineos Grenadier d'Hambach (ancienne usine Smart), les sites Peugeot-Citroën de Trémery et Metz-Borny , Michelin et Sovab ;
- agroalimentaire (leader français pour la production de colza et d'eaux minérales à Vittel et Contrexéville, des céréales, la mirabelle) ;
- chimie et plasturgie (site pétrochimique le plus important de France à Carling, Solvay et Novarcab) ;
- métallurgie (première industrie de la région avec 60 000 salariés dont Pont-à-Mousson, ArcelorMittal, Severstal) ;
- filière bois-papeterie (1er rang français en valeur avec Clairefontaine, Bolloré, Norske Skog, Papiers Cascades, etc.) ;
- verre et cristal (Baccarat, Daum, Pilkington, etc.).

La région Lorraine montre des traces très nettes de son passé industriel, sous forme de multiples sites pollués par des métaux lourds et/ou des hydrocarbures, là où se situaient précédemment les zones d'extraction et les usines de transformation du nord de la Moselle et de Meurthe-et-Moselle. Fin 2001, 257 sites pollués étaient répertoriés en Lorraine, dont 21 sont totalement traités, 55 le sont avec restrictions d'usage, 93 font l'objet de mesures de surveillance et 133 ne sont pas suivis. Ces chiffres sont équivalents à ceux des autres régions industrielles françaises: 298 sites pollués en Provence-Alpes-Côte d'Azur, 152 en Picardie, 475 dans le Nord-Pas-de-Calais, 368 en Île-de-France.

## Les principales entreprises installées en Lorraine
- EDF, GDF Suez, UEM, SEO
- ArcelorMittal
- Severstal
- PSA, DaimlerChrysler (Smart), Michelin
- Saint-Gobain-PAM (Pont-à-Mousson SA)
- Honeywell
- Clairefontaine
- Nestlé
- Baccarat, Daum, Pilkington
- Mephisto
- Linvosges
- Renault (Sovab)
- Manuloc
- Solvay
- Novarcab
- Norma